# Głogówek Winiary
Głogówek Winiary – towarowa stacja kolejowa w Głogówku, w województwie opolskim, w Polsce.